# Zespół przyrodniczo-krajobrazowy „Doły Piekarskie”
Zespół przyrodniczo-krajobrazowy „Doły Piekarskie” – zespół przyrodniczo-krajobrazowy znajdujący się w południowo-wschodniej części Tarnowskich Gór, w dzielnicy Bobrowniki Śląskie-Piekary Rudne, w Piekarach Rudnych, tuż przy granicy z Bytomiem i Radzionkowem, na szczycie i północnym stoku Suchej Góry (352 m n.p.m.). Utworzony został na mocy uchwały Rady Miejskiej w Tarnowskich Górach nr LXVI/581/2006 z 4 października 2006 i jest drugim zespołem przyrodniczo-krajobrazowym w mieście (po Parku w Reptach). Obejmuje północną część terenu dawnej kopalni rud żelaza z uroczyskiem Zrobiska.
Kontynuacją "Dołów Piekarskich" po bytomskiej stronie granicy jest zespół przyrodniczo-krajobrazowy "Suchogórski Labirynt Skalny" (zob. też poniżej).

## Granice obszaru Zespołu
Południową granicą zespołu jest granica Tarnowskich Gór i Bytomia, a wschodnią Tarnowskich Gór i Radzionkowa. Granicę północną i zachodnią stanowią grunty przebiegające wzdłuż ulic: Korola i Kruczej.

## Historia
Teren Zespołu „Doły Piekarskie” obejmuje obszary powyrobiskowe, na których od 1890 do początku XX wieku funkcjonowała kopalnia odkrywkowa żelaziaka brunatnego (limonitu) i dolomitu. Część obecnego obszaru była także gruntami ornymi, które zostały rozcięte w kilka wachlarzowato uformowanych dolinek, do których w celu wywożenia urobku została doprowadzona kolej wąskotorowa. Przed II wojną światową teren ten, już nie wykorzystywany, był pozbawiony roślinności. Na początku lat 60. XX w. teren wyrobisk został częściowo sztucznie zalesiony, jednak w większości nastąpiła naturalna sukcesja. Pod koniec wojny na wzniesieniach powstał fragment niemieckiej linii obrony B-2 biegnącej od Siewierza do Miedar, na który składały się żelbetowe stanowiska ogniowe potocznie nazywane kochbunkrami.
Na terenie zespołu (na szczycie Suchej Góry, leżącym na granicy Piekar Rudnych i Suchej Góry), znajduje się kamienna głowica punktu triangulacyjnego, oznaczająca punkt zerowy (centralny punkt astronomiczny) triangulacyjnej osnowy geodezyjnej pruskiego układu "Trockenberg" (pol. "Sucha Góra"), utworzonego w latach 1854–1857.
W zespole przyrodniczo-krajobrazowym „Doły Piekarskie” wyznaczona została w 2007 roku ścieżka dydaktyczna. Poprowadzono ją tak, by ingerencja w środowisko naturalne była jak najmniejsza. Ścieżka jest oznakowana – umieszczonych zostało na niej 5 tablic informujących między innymi o wartości przyrodniczej zespołu i o działaniach zabronionych na jego obszarze.

## Walory przyrodniczo-krajobrazowe

### Ukształtowanie terenu
Obszar Dołów Piekarskich jest bardzo mocno zróżnicowany. Na skutek wcześniejszej eksploatacji powstały liczne zapadliska i doliny. Jednocześnie utworzyły się strome grzbiety, grzędy, pagórki i wąwozy (gwałtowne różnice poziomów mogą dochodzić tam nawet do kilkunastu metrów).

### Fauna i flora
Obecnie tereny dawnych wyrobisk porasta wielogatunkowy las najbardziej zbliżony jednak do grądu. Dendroflorę (czyli ogół gatunków drzew) tego obszaru tworzą głównie drzewa liściaste: grab pospolity, lipa drobnolistna, brzoza brodawkowata, klon, olsza czarna, robinia akacjowa, dąb szypułkowy. Z drzew iglastych najliczniej reprezentowane są sosna zwyczajna i modrzew europejski.
Zbocza dolinek lokalnie porastają zbiorowiska murawowe, gdzie występują gatunki ściśle chronione, tj. dziewięćsił bezłodygowy, kruszczyk szerokolistny oraz gatunki chronione częściowo, np. kruszyna pospolita i konwalia majowa. Zanotowano wśród nich także jedyne w granicach gminy stanowisko goryczki orzęsionej.
W jednym z powyrobiskowych zagłębień znajduje się oczko wodne z fragmentami roślinności szuwarowej. W pobliżu stawu żyje wiele płazów m.in. trzy gatunki żab oraz ptaki np. pliszka żółta, skowronek i gąsiorek.

## Zespół przyrodniczo-krajobrazowy „Suchogórski Labirynt Skalny”
Z „Dołami Piekarskimi” graniczy Zespół przyrodniczo-krajobrazowy „Suchogórski Labirynt Skalny” utworzony na mocy uchwały Rady Miejskiej w Bytomiu z 2008 roku. Suchogórski Labirynt obejmuje prawie 20 hektarowy obszar wyrobisk pogórniczych i grzęd skalnych położony przy granicy Bytomia z Tarnowskimi Górami. W „Suchogórskim Labiryncie Skalnym” na uwagę oprócz roślinności (tożsamej do tej, która rośnie w „Dołach Piekarskich”), zasługuje wyjątkowa rzeźba terenu – skały i wąwozy tworzą tam skomplikowany labirynt – która została podkreślona w nazwie zespołu). Ponieważ oba zespoły graniczą ze sobą (niekiedy błędnie utożsamiane są ze sobą), władze miast postanowiły wspólnie je promować. W tym celu utworzono projekt „Bytomsko-Tarnogórski Labirynt Skalny” – tak wydzielony obszar zajmuje niemal 50 hektarów.